# Sigilmassasaurus
Sigilmassasaurus (il cui nome significa "lucertola di Sigilmassa") è un genere estinto di dinosauro teropode spinosauridae vissuto nel Cretaceo superiore circa 100-94 milioni di anni fa, in quello che oggi è il Nord Africa. Come la maggior parte dei teropodi spinosauridi Sigilmassasaurus era un bipede carnivoro, dalla costituzione moderatamente massiccia; come i suoi parenti più stretti, probabilmente, aveva uno stile di vita anfibio.

## Storia della scoperta
I fossili di questo dinosauro sono stati recuperati nella formazione nordafricana nota come Kem Kem Beds, nei pressi dell'Oasi di Tafilalt, vicino all'antica città di Sijilmassa, da cui prende anche il nome. Fu il paleontologo canadese Dale Russell a scoprire questo animale e a descriverlo nel 1996, denominandolo Sigilmassasaurus che l'unione del nome della città di "Sigilmassa" con la parola greca sauros, "lucertola". Il suo nome specifico, invece, brevicollis deriva dal latino brevis ("corto") e collum ("collo"), in quanto le vertebre del collo erano piuttosto corte.
I fossili di Sigilmassasaurus provengono da dei sedimenti di arenaria rossa, nel sud del Marocco, conosciuto anche con il nome di Grès rouges infracénomaniens. Questa zona della formazione risale al Cenomaniano, nei primi anni del tardo Cretaceo, circa 100 a 94 milioni di anni fa.

## Dispute sulla validità

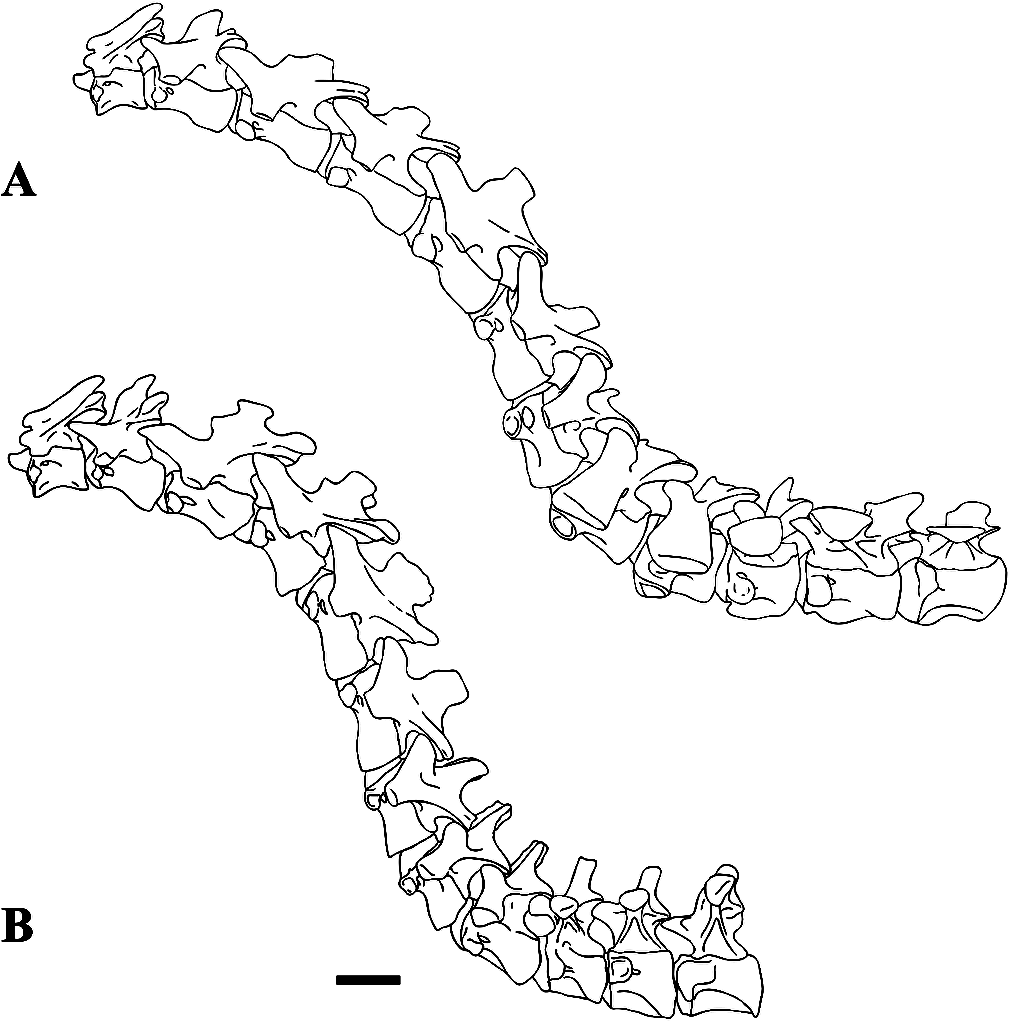
Ricostruzione delle vertebre del collo di Sigilmassasaurus (A) e di Baryonyx (B).

L'olotipo di S. brevicollis, (CMN 41857), è composto solamente da alcune vertebre cervicali posteriori, più un'altra quindicina di vertebre cervicali, ritrovate da Russell sempre nelle Kem Kem Beds. In origine fu ritrovato anche dell'altro materiale scheletrico in Egitto, che venne identificato come "Spinosaurus B" (Stromer, 1934). Russell considerò questo esemplare egiziano, (IPHG 1922 X45), come appartenente al genere Sigilmassasaurus o ad un animale strettamente imparentato, identificandolo come una seconda specie di Sigilmassasaurus che chiamò Sigilmassasaurus sp.. In seguito fu ritrovato un altro esemplare, CMN 41.629, che Russel identificò nuovamente come Sigilmassasaurus sp. e che comprendeva una vertebra dorsale anteriore. Dopo tale ritrovamento sembrava quasi che "Spinosaurus B" fosse un intermedio tra le due specie, per questo Russell istituì la famiglia dei Sigilmassasauridae (Russell, 1996), per contenere questi animali. Le vertebre del collo di questi dinosauri si distinguono perché più larghe da un lato all'altro, di circa il 50%, di quello che sono lunghe da davanti a dietro. Se il suo collo in generale fosse particolarmente breve è tuttavia sconosciuto: la vertebra che compone l'olotipo è una vertebra cervico-dorsale, dalla transizione tra il collo e la parte posteriore, che non sarebbe lunga comunque. L'esatta posizione di Sigilmassasaurus all'interno dell sottordine dei teropodi è sconosciuta, tuttavia vista la stretta somiglianza e l'iniziale confusione con Spinosaurus, lo mostrerebbe come un genere non specifico di Spinosauridae.
La validità di Sigilmassaurus come specie a sé stante, non è sempre stata riconosciuta. Nel 1996, Paul Sereno e colleghi descrissero il cranio di un Carcharodontosaurus (SGM-Din-1), in Marocco, insieme ad una vertebra del collo (SGM-Din-3), che assomigliava vagamente a quella presente in "Spinosaurus B", ritenendo Sigilmassasaurus un sinonimo junior di Carcharodontosaurus (Sereno et al., 1996).
Successive ricerche hanno dimostrato che l'esemplare SGM-Din-3 di Carcharodontosaurus era troppo differente da quello di "Spinosaurus B", e che Sigilmassasaurus era effettivamente un genere separato. Lo stesso studio ha affermato che le vertebre caudali raccolte da Russell appartenevano in realtà a un iguanodontide (Novas et al., 2005). Tuttavia un successivo studio del 2013 smentì tale teoria classificando nuovamente Sigilmassasaurus come un genere a sé stante, ma dalla classificazione incerta.
Recentemente nel 2014, Ibrahim e colleghi hanno affermato che Sigilmassasaurus non fosse altro che un sinonimo di Spinosaurus aegyptiacus, considerando l'esemplare "Spinosaurus B" come il neotipo di Spinosaurus e considerando la seconda specie Spinosaurus maroccanus come un nomen dubium. Tuttavia nella nova ridescrizione del 2015, Sigilmassasaurus, è stato nuovamente riclassificato come un genere a sé stante, appartenente alla famiglia degli spinosauridae. Questa ri-descrizione affermò anche che Spinosaurus maroccanus altro non è che un sinonimo junior di Sigilmassaurus, e respingendo la richiesta di Ibrahim di considerare "Spinosaurus B" come neotipo di Spinosaurus aegyptiacus.
Uno studio di Arden et al. (2018) ha concluso che Sigilmassasaurus è un genere valido e forma un clade con Spinosaurus, ossia la tribù Spinosaurini. Il più grande esemplare di Spinosauro cfr. aegyptiacus, MSNM V4047, è stato provvisoriamente assegnato a S. brevicollis e sulla base delle vertebre di Sigilmassasaurus, quest'ultimo in vita potrebbe essere stato anche più grande di Spinosaurus. Tuttavia l'assenza di materiale fossile articolato, è difficile essere certi a quale genere appartengano i resti.

## Paleoecologia
Sigilmassasaurus condivideva il suo habitat con altri teropodi predatori di grandi dimensioni, vissuti nel Cenomaniano del Nord Africa, sollevando dei dubbi su come tali animali carnivori potessero coesistere, in special modo il colossale Spinosaurus, che ad oggi è il più grande dinosauro carnivoro conosciuto, e il più piccolo ma pur sempre enorme Carcharodontosaurus, entrambi vissuti negli stessi luoghi tra il Marocco e l'Egitto. Oltre ad essi vi erano anche altri due teropodi più piccoli, Deltadromeus e Bahariasaurus. La fauna erbivora invece era più scarsa e composta dal sauropode Paralititan. numerose specie di anfibi e pesci. Sigilmassasaurus rappresenterebbe il quarto teropode gigante del suo habitat. Tale situazione assomiglia a quella del tardo Giurassico della Formazione Morrison in Nord America, che vantava fino a cinque teropodi giganti più altri più piccoli (Henderson, 1998; Holtz. Et al, 2004). Tuttavia la sostanziale differenza tra i crani dei carnivori del Kem Kem, consentivano ai vari carnivori di occupare nicchie ecologiche diverse e nutrirsi di prede differenti, un po' come succede oggi nelle savane africane (Farlow e Pianka, 2002).